# 法国共产党
法国共产党（法語：Parti communiste français，發音：[paʁti kɔmynist fʁɑ̃sɛ]），简称法共（PCF），是法国的一个重要的左翼政党。
法共成立于1920年。成立可以追溯至图尔代表大会，工人国际法国支部在本次大会对于是否加入共产国际产生分歧；大会多数派支持加入，组建共产国际法国支部，而少数派选择继续留在工人国际法国支部内。1921年，该党改名为共产党—共产国际法国支部（缩写为PC-SFIC）。1943年，改用现名。
在二战后，该党成为法国最大左翼政党。然而从1970年代开始，其选民基础持续削弱，特别是由于与社会党的竞争关系。
从2009年开始，法国共产党与让-吕克·梅朗雄领导的左翼党组建左翼阵线提出共同选举名单。 在2017年法国总统选举期间，法国共产党亦同时支持梅朗雄参选；然而，法国共产党与梅朗雄的不屈法国间的紧张关系导致两党在之后的大选中各自提出竞选人。 
2023年，法共拥有约42000名缴费党员，在蒙特勒伊、巴涅和马拉科夫等城市执政。 长期以来，该党的党报一直是《人道报》，虽然目前在形式上已独立于法共，但仍与法共保持密切关系。

法国共产党总部

## 历史

### 建党初期
1905年，工人国际法国支部成立。1920年12月30日，工人国际法国支部在图尔代表大会上发生分裂，大部分党员组成共产国际法国支部（Section française de l'Internationale communiste，缩写为SFIC），其余党员仍以工人国际法国支部的名义活动。1921年，共产国际法国支部改名为共产党—共产国际法国支部（Parti communiste - SFIC，缩写为PC-SFIC）。此后法共发展并不快，因为很多法国人对发生在俄国的十月革命心存疑虑，1933年前，法国共产党党员数仅为2.8万左右。

### 二战时期
1933年希特勒上台后，法共暂时放弃以前的阶级斗争路线，呼吁各阶级团结起来组成反法西斯统一战线。
1935年7月，法共同社会党、激进党等69个政党组织建立反法西斯的人民阵线。在1936年法国立法选举中，法共获得150万张选票。
然而，1939年8月苏联和德国签订互不侵犯条约。在德國入侵法國期間，法共因服從此時為德國盟友的蘇聯領導，拒絕抵禦德軍並在後方破壞法國軍隊的補給，使法共的聲譽大幅下滑。
1941年德国对苏联开战后，法共因蘇聯遭到入侵開始呼吁抵抗纳粹。此主张得到响应。其领导人發起抵抗运动，组织多达10万人的游击队“自由射手和法国游击队”在納粹占領区开展地下斗争，人數占法國抵抗運動中的四分之一。
1943年，该党将党名由“共产党—SFIC”改为“法国共产党”。
1944年9月起，该党连续参加五届联合政府（“三方主义”政府）。

### 冷战时期
1946年大选后成为法国第一大党。1947年5月被排除出政府。1968年12月，法共明确提出通过议会道路实行向社会主义和平过渡。 
1972年起乔治·马歇任总书记。1970年代中期，法共提出放弃无产阶级专政的主张。1979年，法共“二十三大”将党章中关于指导思想的表述由“马克思列宁主义”改为“科学社会主义”。1981年6月—1984年7月，法共参加社会党人皮埃尔·莫鲁瓦领导的联合政府，夏尔·菲泰尔芒等4人入阁。1984年7月，法共退出政府。1985年，法共“二十五大”赞扬社会主义国家的改革，重申在争取社会主义的斗争中没有模式、中心和向导党。1987年党员约33万人，工人居多。法共的力量和影响从1980年代初开始下降，其得票率从1978年立法选举的20.6%跌到1988年总统选举的6.8%。

### 苏东剧变后
80年代末90年代初党内要求改革的呼声日高，1990年12月召开“二十七大”，认为资本主义正在东欧复辟，强调法共不会变成社会民主党，坚持共产党名称和社会主义目标不变。批评欧洲防务建设会使法国失去进行防御的手段。苏东剧变后，法共受到严重冲击，但仍坚持共产党名称和社会主义奋斗目标，并继续进行党的革新。1993年立法选举，法共获9.18%的选票，初步遏制住党的下降趋势。 1994年4月，“二十八大”放弃民主集中制，代之以“民主”的运转原则，并由罗贝尔·于接替马歇，担任法共总书记。1995年4月，罗贝尔·于参加总统选举，获8.46%的选票。同年11月，罗贝尔·于发表其第一部理论性著作《共产主义的变革》。1996年底，“二十九大”放弃“法国色彩的社会主义”的提法，代之以“新共产主义”，主张实行共产主义变革。1997年6月—2002年5月，法共参加社会党人利昂内尔·若斯潘领导的联合政府。

### 21世纪以来

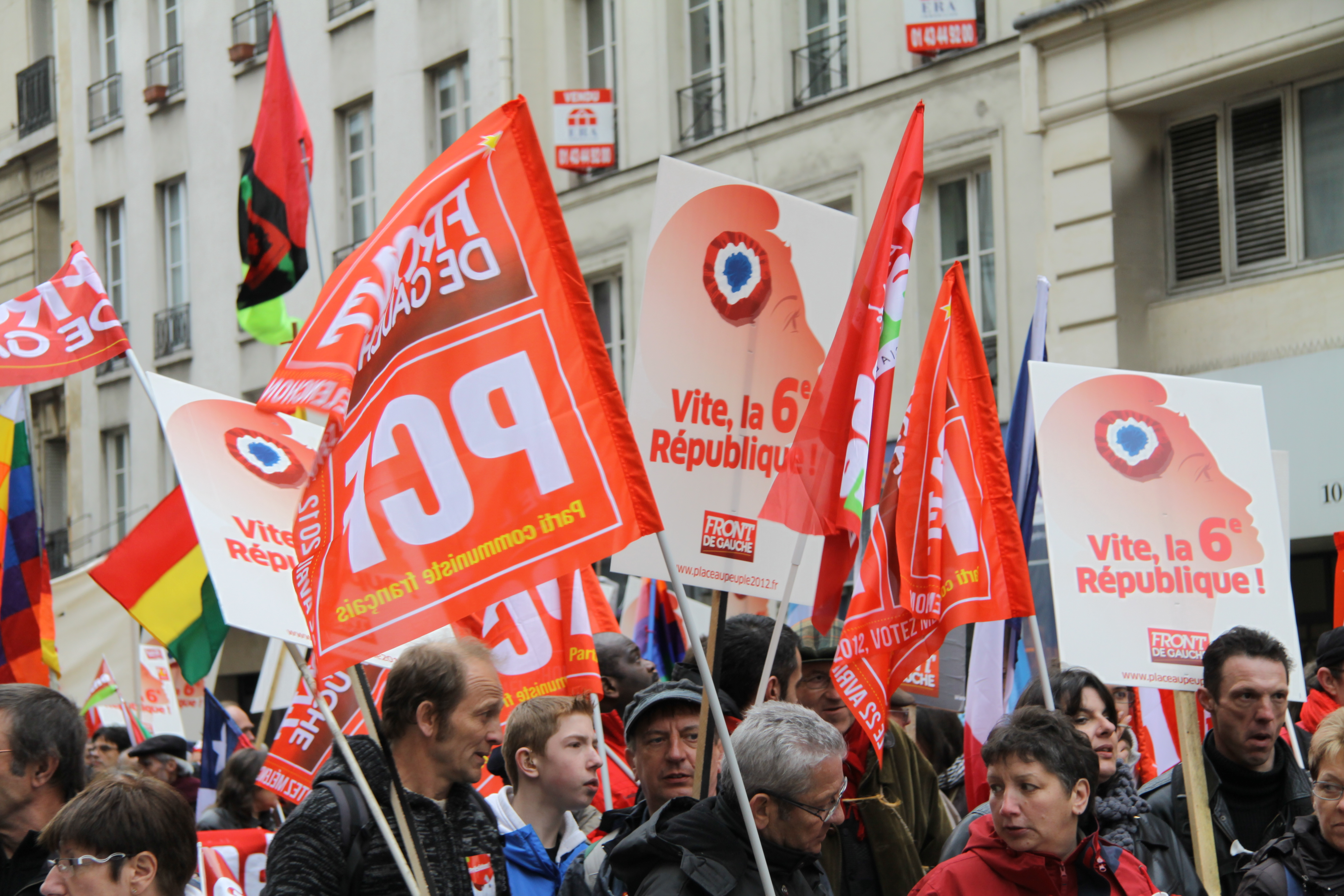
2012年法国总统大选前夕，法共和左翼党的支持者在巴黎举行示威游行支持梅朗雄

2001年，玛丽-乔治·比费接任法共全国书记。2005年，法共对欧盟宪法持反对立场，对在法国否决欧盟宪法起到了一定的作用。2006年，法共又联合其他左翼政党掀起了反新劳动合同的抗议，并迫使雅克·勒内·希拉克总统放弃该法案。
2007年法国总统选举中，玛丽-乔治·比费仅获得1.94%的得票率，同年进行的国民议会选举，法共也只取得15席。
2008年底起，法共与左翼党及其它左翼小党组建左翼阵线，参加了2009年欧洲议会选举，取得3个席位。2012年法国总统选举中则推出左翼党领导人让-吕克·梅朗雄为候选人，获得了11.11%的选票。而在2012年法国立法选举中，法共取得7席。
2018年11月25日，法比安·鲁塞尔在法共“三十八大”上当选全国书记。这次代表大会标志着法共长期执行的“左翼阵线”政策的结束。

## 历任领袖
总书记（1921年—1994年）
- 吕多维克-奥斯卡·弗罗萨尔：1921年1月4日—1923年1月1日
- 路易斯·塞利尔（法语：Louis Sellier）和阿尔伯特·特兰特（法语：Albert Treint）（临时总书记）：1923年1月21日—1924年1月23日
- 路易斯·塞利尔（法语：Louis Sellier）：1924年1月23日—1924年7月1日
- 皮埃尔·塞马尔（英语：Pierre Semard）：1924年7月8日—1929年4月8日
- 书记处集体领导：（亨利·巴贝（英语：Henri Barbé）、皮埃尔·塞洛尔（英语：Pierre Célor）、本努瓦·弗拉松（英语：Benoît Frachon）、莫里斯·多列士）：1929年4月8日—1930年7月18日
- 莫里斯·多列士：1930年7月18日—1964年5月17日（1964年5月17日—1964年7月11日任主席）
  - 雅克·杜克洛（临时总书记）：1950年6月17日—1953年4月10日
- 瓦尔德克·罗歇：1964年5月17日—1972年12月17日（1961年5月14日—1964年5月17日任副总书记）
  - 乔治·马歇（临时总书记，后来任副总书记）：1969年6月—1972年12月17日
- 乔治·马歇：1972年12月17日—1994年1月29日

全国书记（1994年至今）
- 罗贝尔·于：1994年1月29日—2001年10月28日（2001年10月8日—2003年4月8日任主席）
- 玛丽-乔治·比费：2001年10月28日—2010年6月20日
- 皮埃尔·洛朗：2010年6月20日—2018年11月24日
- 法比安·鲁塞尔：2018年11月25日至今

## 派系

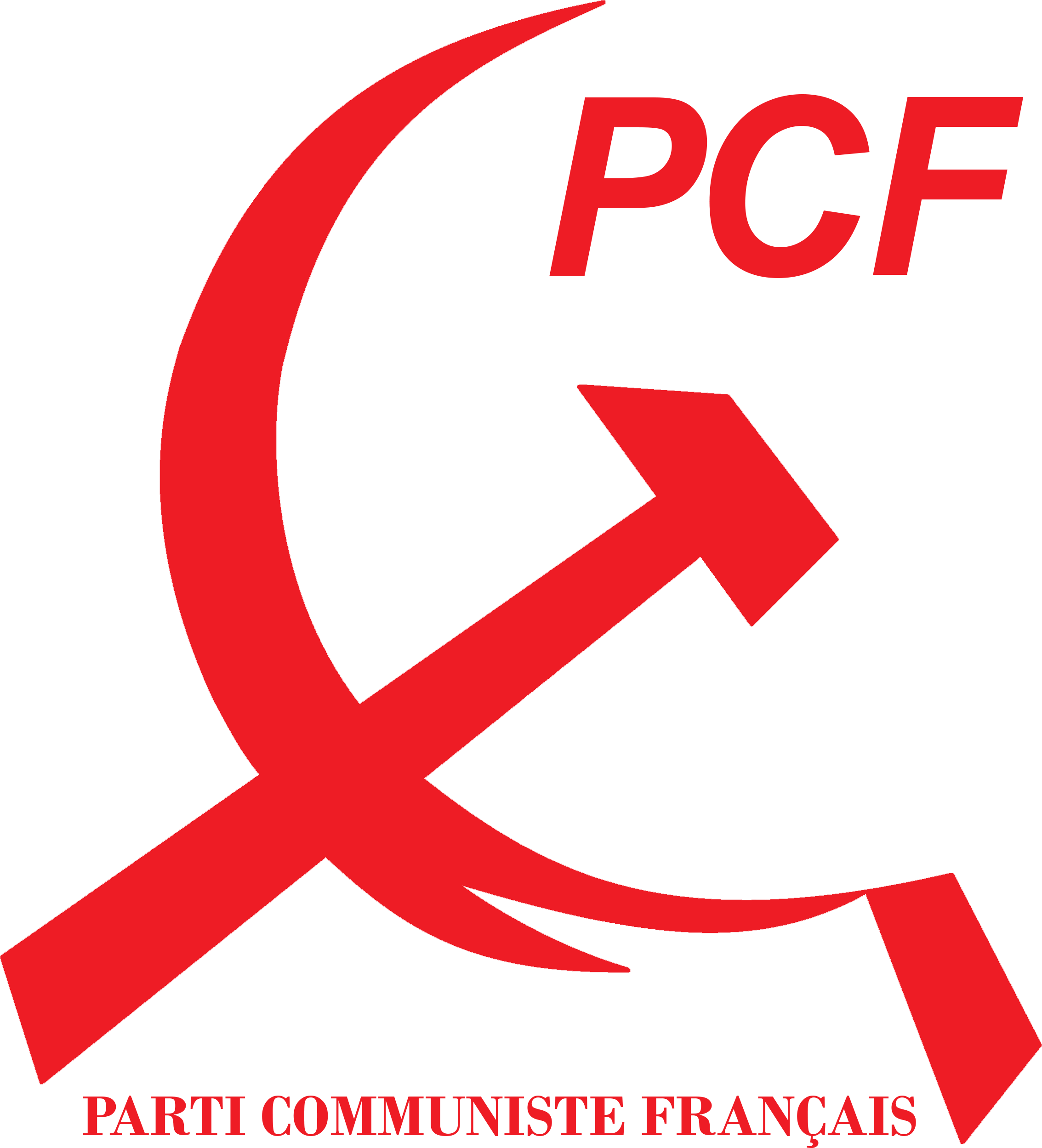
1980年—1996年法国共产党使用的标志，仍为党内正统派人士使用

法共不允许政治派系存在。虽然这一规定与民主集中制有关，但在1994年“二十八大”取消民主集中制后，该规定仍然保留。但事实上，1990年代以来，法共内部存在着诸多派系，尽管大多数党员并未参与派系活动。

### 现存派系
- 共产主义替代：法共内部的亲体制派，主要由来自前红色地带的人士组成，如埃尔莎·福西永（英语：Elsa Faucillon）、斯特凡·皮乌（英语：Stéphane Peu）、帕特里斯·勒克莱尔、菲利普·布伊苏，主张与不屈法国和解，反对现任法共全国书记法比安·鲁塞尔推行的“自治”战略。
- 前多数派：以玛丽-乔治·比费和皮埃尔·洛朗为核心，2003年—2018年掌握法共领导权，主张重塑法共，但不一定要改组为新政党，强烈支持通过左翼阵线与其他左翼政党结盟；在2018年法共“三十八大（法语：XXXVIIIe congrès du Parti communiste français）”后，失去多数地位。
- 正统派：以法共加来海峡联合会、法共巴黎十五区支部、活跃在法兰西岛和罗讷河口的“亮红色”组织以及让-雅克·卡门（法语：Jean-Jacques Karman）领导的“共产主义左翼”为代表，反对法共与社会党合作，批评法共前领导层组建左翼阵线和支持让-吕克·梅朗雄的做法，主张法共回归马克思列宁主义传统，还主张法国退出欧盟和欧元区。该派在法国北部的法共组织中具有强大的影响力。
- 再造派：乔治·马歇的支持者，在法共内部组成“革命再造网络”，主张法共回到马歇的“法国色彩的社会主义”路线，不反对与社会党结盟；在2018年法共“三十八大”上，支持安德烈·沙赛涅和法比安·鲁塞尔提出的文本，并加入新领导层。

### 旧派系
- 反击：加入法共的国际马克思主义趋势法国支部成员结成的组织，支持“回归法共的马克思主义根基和革命战略，同时严厉谴责斯大林主义和苏联的官僚化”，反对与社会党合作，但又支持组建左翼阵线。该组织有独立于法共的政治活动。后来，该组织一分为二，一派保留“反击”的名称并留在法共，另一派支持不屈法国并以“革命”的名称活动。
- 于派：罗贝尔·于的支持者，主张法共对内推进民主，对外同社会党结盟。该派人士大多已退出法共。
- 重建派：法共内部的改良派，主张解散法共，并联合环保派和共和派人士，另外成立一个新的左翼政党。该派人士大多已退出法共。
- 革新派：1984年7月法共退出联合政府后法共内部出现的反对乔治·马歇的政治路线的派别，认为法共的组织体系已经过时，并主张取消民主集中制；1987年后，被开除出党，并于1988年11月另立共产主义革新运动。

## 选举成绩

### 总统选举
| 选举年份 | 候选人                               | 第一轮    | 第一轮      | 第二轮 | 第二轮 |
| 选举年份 | 候选人                               | 得票数    | 得票率      | 得票数 | 得票率 |
| -------- | ------------------------------------ | --------- | ----------- | ------ | ------ |
| 1969     | 雅克·杜克洛                          | 4,808,285 | 21.27% (#3) |        |        |
| 1981     | 乔治·马歇                            | 4,456,922 | 15.35% (#4) |        |        |
| 1988     | 安德烈·拉茹瓦尼                      | 2,056,261 | 6.76% (#5)  |        |        |
| 1995     | 罗贝尔·于                            | 2,638,936 | 8.66% (#5)  |        |        |
| 2002     | 罗贝尔·于                            | 960,480   | 3.37% (#11) |        |        |
| 2007     | 玛丽-乔治·比费                       | 707,268   | 1.93% (#7)  |        |        |
| 2012     | 让-吕克·梅朗雄（作为左翼阵线候选人） | 3,985,089 | 11.10% (#4) |        |        |
| 2022     | 法比安·鲁塞尔                        | 802,422   | 2.28% (#8)  |        |        |

### 立法选举
| 选举年份 | 第一轮得票数 | 第一轮得票率 | 赢得议席数 | 赢得议席比例 | 总议席数 |
| -------- | ------------ | ------------ | ---------- | ------------ | -------- |
| 1924     | 885,993      | 9.82%        | 26         | 4.48%        | 581      |
| 1928     | 1,066,099    | 11.26%       | 11         | 1.82%        | 604      |
| 1932     | 796,630      | 8.32%        | 10         | 1.65%        | 607      |
| 1936     | 1,502,404    | 15.26%       | 72         | 11.80%       | 610      |
| 1945     | 5,024,174    | 26.23%       | 159        | 27.13%       | 586      |
| 1946.06  | 5,145,325    | 25.98%       | 153        | 26.11%       | 586      |
| 1946.11  | 5,430,593    | 28.26%       | 182        | 29.03%       | 627      |
| 1951     | 4,939,380    | 26.27%       | 103        | 16.48%       | 625      |
| 1956     | 5,514,403    | 23.56%       | 150        | 25.21%       | 595      |
| 1958     | 3,882,204    | 18.90%       | 10         | 1.83%        | 546      |
| 1962     | 4,003,553    | 20.84%       | 41         | 8.82%        | 465      |
| 1967     | 5,039,032    | 22.51%       | 73         | 14.99%       | 487      |
| 1968     | 4,434,832    | 20.02%       | 34         | 6.98%        | 487      |
| 1973     | 5,085,108    | 21.39%       | 73         | 14.96%       | 488      |
| 1978     | 5,870,402    | 20.55%       | 86         | 17.62%       | 488      |
| 1981     | 4,065,540    | 16.17%       | 44         | 8.96%        | 491      |
| 1986     | 2,739,225    | 9.78%        | 35         | 6.65%        | 573      |
| 1988     | 2,765,761    | 11.32%       | 27         | 4.70%        | 575      |
| 1993     | 2,331,339    | 9.30%        | 24         | 4.16%        | 577      |
| 1997     | 2,523,405    | 9.92%        | 35         | 6.07%        | 577      |
| 2002     | 1,216,178    | 4.82%        | 21         | 3.64%        | 577      |
| 2007     | 1,115,663    | 4.29%        | 15         | 2.60%        | 577      |
| 2012     | 1,792,923    | 6.91%        | 10         | 1.73%        | 577      |
| 2017     | 615,487      | 2.7%         | 10         |              | 577      |
| 2022     | 607,667      | 2.9%         | 12         |              | 577      |

### 欧洲议会选举
| 选举年份 | 得票数    | 得票率 | 赢得议席数 |
| -------- | --------- | ------ | ---------- |
| 1979     | 4,153,710 | 20.52% | 19         |
| 1984     | 2,261,312 | 11.21% | 10         |
| 1989     | 1,401,171 | 7.72%  | 7          |
| 1994     | 1,342,222 | 6.89%  | 7          |
| 1999     | 1,196,310 | 6.78%  | 6          |
| 2004     | 1,009,976 | 5.88%  | 2          |
| 2009     | 1,115,021 | 6.48%  | 3          |
| 2014     | 1,252,730 | 6.6%   | 1          |
| 2019     | 564,949   | 2.5%   | 0          |

## 出版物
- 《人道报》（日报）
- 《共产党人》
- 《信息周刊》（双周刊）
- 《经济与政治》

## 年度活动
- 人道报节